# Rostóvia (oblast)
O oblast de Rostóvia (russo:  Росто́вская о́бласть, tr. Rostóvskaia óblast) é uma divisão federal da Federação da Rússia (um oblast), situado no Distrito Federal do Sul. Esta região encontra-se no sul da Rússia e tem uma área de 100 800 km² e uma população de 4 277 976 habitantes (segundo o censo de 2010) que o tornam a sexta mais populosa divisão federal da Rússia. Seu centro administrativo é a cidade de Rostóvia do Dom, que se transformou também no centro administrativo do Distrito Federal do Sul em 2002.

## Geografia
Faz fronteira com a Ucrânia e com os oblasts de Volgogrado e de Voronej a norte, com os krais de Krasnodar e de Stavropol a sul, e com a República da Calmúquia a leste.

## Fuso horário
O oblast de Rostóvia está situado no fuso horário da hora de Moscovo (MSK/MSD).

## Rios e lagos
O rio Dom, um dos maiores rios da Europa, passa no oblast em parte do seu curso. Os lagos cobrem somente 0,4 % da área do oblast.

## Economia
As indústrias principais do oblast de Rostóvia são a agricultura, o processamento de alimentos, a indústria pesada, a extração de carvão e a indústria automóvel.

## Personalidades
- Mikhail Sholokhov (1905–1984), prémio Nobel da Literatura de 1965